# Bistum Romblon
Das Bistum Romblon (lat.: Dioecesis Rombloniensis) ist eine auf den Philippinen gelegene römisch-katholische Diözese mit Sitz in Romblon.

## Geschichte
Das Bistum Romblon wurde am 19. Dezember 1974 durch Papst Paul VI. mit der Apostolischen Konstitution Christi Ecclesia aus Gebietsabtretungen des Bistums Capiz und des Apostolischen Vikariates Calapan errichtet. Es ist dem Erzbistum Capiz als Suffraganbistum unterstellt.
Das Bistum Romblon umfasst die Provinz Romblon.

## Bischöfe von Romblon
- Nicolas Mondejar, 1974–1987, dann Bischof von San Carlos
- Vicente Salgado y Garrucho, 1988–1997
- Arturo Mandin Bastes SVD, 1997–2002, dann Koadjutorbischof von Sorsogon
- Jose Corazon Tumbagahan Tala-oc, 2003–2011, dann Bischof von Kalibo
- Narciso Abellana MSC, seit 2013